# Торчигин, Николай Андреевич
Никола́й Андре́евич Торчи́гин (1910—1943) — старший лейтенант Рабоче-крестьянской Красной Армии, участник Великой Отечественной войны, Герой Советского Союза (1943).

## Биография
Николай Торчигин родился 12 октября 1910 года в селе Недельное (ныне — Малоярославецкий район Калужской области). После окончания семи классов школы работал продавцом. В 1932—1934 годах проходил службу в Рабоче-крестьянской Красной Армии. В 1939 году Торчигин повторно был призван в армию. Участвовал в польском походе и советско-финской войне. С февраля 1943 года — на фронтах Великой Отечественной войны.
К октябрю 1943 года старший лейтенант Николай Торчигин командовал ротой 1035-го стрелкового полка 280-й стрелковой дивизии 60-й армии Центрального фронта. Отличился во время битвы за Днепр. Рота Торчигина принимала активное участие в боях за захват, удержание и расширение плацдарма на западном берегу Днепра в районе села Ротичи Чернобыльского района Киевской области Украинской ССР. 3 октября 1943 года она успешно отразила шесть немецких контратак и ворвалась в село. В тот день Торчигин погиб в бою. Похоронен в Ротичах.
Указом Президиума Верховного Совета СССР от 17 октября 1943 года старший лейтенант Николай Торчигин посмертно был удостоен высокого звания Героя Советского Союза. Также был награждён орденами Ленина и Красной Звезды, рядом медалей.